# Ана Зегерс
Ана Зегерс (на немски: Anna Seghers) е литературното име на германска писателка, авторка на произведения в жанра „съвременен роман“. Нейното име след брака, под което никога не е публикувала, е Нети Рейлинг Радвани (на немски: Netty Reiling Radvanyi).

## Биография и творчество
Ана Зегерс е родена на 19 ноември 1900 г. в Майнц, Германия, като единствено дете на еврейското семейство на Изидор Рейлинг (виден търговец на изкуство и антики) и Хедвиг Фулд. Учи в частно училище, а от 1910 г. в Девическата гимназия в Майнц. По време на Първата световна война съучениците създават група за оказване на помощ. Завършва гимназията в началото на 1920 г. През периода 1920-1924 г. учи в университетите на Хайделберг и Кьолн история, история на изкуството и китаистика. През 1924 г. получава докторска степен по философия от Университета в Хайделберг с дисертация на тема „Евреите и юдаизма в творчеството на Рембранд“. През 1924 г. е публикуван разказът ѝ „Die Toten auf der Insel Djal“ в коледното издание на списание „Франкфурт Цайтунг“ под псевдонима Ана Зегерс (по името на холандския художник Херкулес Зегерс).
В Хайделберг се запознава и на 10 август 1925 г. се омъжва за Ласло Радвани (с псевдоним Йохан Лоренц Шмит), унгарски социолог и икономист, комунист. Имат две деца – Петер (р. 1926) и Рут (р. 1928).
През 1925 г. семейството се мести в Берлин, където съпругът ѝ преподава марксизъм на работниците в основано от него училище. През 1928 г. е публикуван първият роман на Ана Зегерс „Aufstand der Fischer von St. Barbara“ (Бунтът на рибарите от Св. Варвара).
През 1928 г. става член на Комунистическата партия, а през 1929 г. е от учредителите на Асоциацията на пролетарско-революционните писатели. Пътува до Лондон и до Съветския съюз, а през 1932 г. участва в антивоенен конгрес в Амстердам.
С идването на власт през 1933 г. на Хитлер като канцлер, тя е арестувана за кратко от Гестапо, а нейните книги са забранени и изгорени. След това тя бяга със семейството си първо в Швейцария, а след това в Белвю, близо до Париж. Участва в работата на емигрантски немски списания и в основаването на Германската асоциация за защита на писателя в Париж. Участва в редица писателски конференции в Австрия, републикански Мадрид и Париж.
С избухването на Втората световна война през 1939 г. семейството е интернирано в лагера „Верне“ в Пиренеите. Успява да избяга и да се скрие с децата си в Париж, а после бяга в Марсилия, откъдето, с помощта на Карл Манхайм, успява да освободи съпруга си и да получат визи през САЩ за Мексико, където пристигат на 30 юни 1941 г.
В столицата на Мексико съпругът ѝ намира работа първо като журналист и работнически преподавател, а после и в Националния университет на Мексико. Убеден комунист и яростен антифашист тя основава антифашисткия клуб „Хайнрих Хайне“, а през октомври 1941 г. подготвя и издава списанието „Свободна Германия“.
През 1942 г. написва емблематичния си роман „Седмият кръст“ (Das siebte Kreuz). През 1944 г. той е екранизиран в Холивуд от Фред Зинеман, с което тя става известна писателка. През 1943 г. претърпява сериозна пътна катастрофа и дълго се лекува, но продължава упорито да пише.
След като през 1945 и 1946 г. децата ѝ отиват да учат в Париж, на 22 април 1947 г. тя се завръща в Берлин. Първоначално живее в Западен Берлин, а през 1950 г. се премества в Източен Берлин. Член е на Световния конгрес на мира, един от основателите е на Германската академия на изкуствата, а от 1952 г. е председател на Съюза на писателите на ГДР. Пътува много, посещава СССР и Китай.
След завръщането на съпруга ѝ от Мексико през 1955 г., за да преподава в Хумболтовия университет, семейството се установява в жилище в Източен Берлин. Сега улицата е наречена на нейно име, а в апартамента им е оформена музейна сбирка за творчеството и живота на писателката.
През 1959 г. получава титлата почетен доктор на университета в Йена.
През 1978 г. подава оставка от Съюза на писателите и става негов почетен президент. През 1975 г. става почетен гражданин на Берлин, а през 1981 г. на Майнц. Носителка е на много награди и отличия.
Романите на писателката съчетават изключителна поетическа форма със силен социален елемент, като описват условията на живот на по-ниските класи в много страни – рибарски, селяни, и миньорите.
Ана Зегерс умира на 1 юни 1983 г. в Берлин, ГДР. Погребана е в гробището на Берлин, а ръкописите ѝ са предоставени на Хумболтовия университет, където през 2007 г. са изложени.

## Произведения

### Самостоятелни романи и повести
- Tagebuch (1924/25) – публикуван 2003 г.
- Die Legende von der Reue des Bischofs Jehan d'Aigremont von St. Anne in Rouen (1924) – публикуван 2003 г.
- Die Toten auf der Insel Djal (1924)
- Jans muß sterben (1925)
- Aufstand der Fischer von St. Barbara (1928)
- Auf dem Wege zur amerikanischen Botschaft und andere (1930)
- Die Gefährten (1932)
- Der Kopflohn (1933)
- Der Weg durch den Februar (1935)
- Der Prozess der Jeanne d’Arc zu Rouen 1431 (1936)
- Die Rettung (1937)

Освобождение, изд.: Българска книжнина, София (1941), прев. Кн. 1 Мария Грубешлиева; Кн. 2 Г. Патронов, Люба Костова
- Die schönsten Sagen vom Räuber Woynok (1938)
- Das Obdach (1941)

- Das siebte Kreuz (1942)

Седмият кръст, изд.: Наркоопиздат, София (1946), прев. Б. Кораков
Седмият кръст, изд.: Партиздат, София (1975), прев. Цветана Узунова-Калудиева
Седмият кръст, изд.: Народна култура, София (1983), прев. Цветана Узунова-Калудиева
- Der Ausflug der toten Mädchen (1943)
- Transit (1944)
- Die drei Bäume (1946)
- Post ins Gelobte Land (1946)
- Die Saboteure (1946)
- Sowjetmenschen. Lebensbeschreibungen nach ihren Berichten (1948)
- Das Argonautenschiff (1948)
- Wiedereinführung der Sklaverei in Guadeloupe (1948)
- Die Toten bleiben jung (1949)

Мъртвите остават млади, изд.: Народна култура, София (1951), прев. Любомир Огнянов
- Die Hochzeit von Haiti (1949)
- Die Linie (1950)
- Der Kesselflicker (1950)
- Crisanta (1951)
- Die Kinder (1951)
- Der Mann und sein Name (1952)

Човекът и неговото име, изд.: Партиздат, София (1973), прев. Цветана Узунова-Калудиева
- Der Bienenstock (1953)
- Gedanken zur DDR (1954)
- Der gerechte Richter (1957) – неиздаден по политически причини, публикуван 1990 г.
- Brot und Salz (1958)
- Die Entscheidung (1959)

Решение, изд.: Народна култура, София (1962), прев. Мария Стайнова
- Das Licht auf dem Galgen (1961)
- Über Tolstoi. Über Dostojewski (1963)
- Die Kraft der Schwachen (1965)
- Das wirkliche Blau. Eine Geschichte aus Mexiko (1967)
- Das Vertrauen (1968)

Доверие, изд.: Народна култура, София (1970), прев. Страшимир Джамджиев
- Glauben an Irdisches (1969)
- Briefe an Leser (1970)
- Über Kunstwerk und Wirklichkeit (1970)
- Überfahrt. Eine Liebesgeschichte (1971)
- Sonderbare Begegnungen (1972)
- Steinzeit. Wiederbegegnung (1977)
- Drei Frauen aus Haiti (1980)

### Разкази
- Crisanta (1950) – Крисанта
- Agathe Schweigert (1965) – Агате Швайгерт
- Die Tochter des Delegierten (1970) – Дъщерята на делегатката
- Steinzeit (1975) – Каменна ера
- Wiederbegegnung (1977) – Нова среща
- Drei Frauen aus Haiti (1980) – Скривалището

Всички разкази са включени в книгата:
Седмият кръст, изд.: Народна култура, София (1983), прев. Цветана Узунова-Калудиева

### Екранизации
- Der Aufstand der Fischer (Режисьор: Ервин Пискатор, 1934 г. СССР)
- Das siebte Kreuz (Режисьор: Фред Зинеман, 1944 САЩ)
- Die Toten bleiben jung (Режисьор: Йоахим Кунерт, 1968)
- Das Duell (Режисьор: Йоахим Кунерт, 1969)
- Die große Reise der Agathe Schweigert (Режисьор: Йоахим Кунерт, 1972)
- Das Schilfrohr (Режисьор: Йоахим Кунерт, 1974)
- Das Licht auf dem Galgen (Режисьор: Хелмут Ничке, 1976)
- Die Tochter des Delegierten (Режисьор: Войчех Фивек, 1977)
- Die Überfahrt (Режисьор: Фриц Борнеман, 1984)
- Das wirkliche Blau (Режисьор: Криста Мюл, 1986)
- Der Aufstand der Fischer von St. Barbara (Режисьор: Томас Лангхоф, 1988)
- Der gerechte Richter (Режисьор: Торстен Фишер, 2000)